# Stal Mielecstadion
Het Stal Mielecstadion is een multifunctioneel stadion in Mielec, in Polen. Het stadion wordt vooral gebruikt voor voetbalwedstrijden, de voetbalclub Stal Mielec maakt gebruik van dit stadion. Ook worden er atletiekwedstrijden gespeeld, de club LKS Mielec maakt ook gebruik van dit stadion. Er is plaats voor 7.000 toeschouwers. Ook het Poolse nationale elftal speelt weleens een wedstrijd in de stadion. In 1984 voor het eerst toen een WK-kwalificatiewedstrijd tegen Albanië in dit stadion werd afgewerkt.

## Geschiedenis
Het stadion wordt geopend in 1953. In de jaren erna wordt de bouw volledig afgerond. Het stadion bestond uit verschillende compartimenten. In 1976 speelt Stal Mielec Europees voetbal, in de eerste ronde van de Europacup I 1976/77 wordt een wedstrijd tegen Real Madrid gespeeld. De Madrilenen winnen de wedstrijd met 2–1. Die club zou daarna nog enkele Europese wedstrijden in dit stadion afwerken. In de jaren 1979-1980 wordt er kunstlicht geplaatst bij het stadion. In 2007 wordt besloten om het stadion te renoveren. Het aantal toeschouwers wordt sterk verminderd van 22.000 naar 7.000. Onder andere de lichtmasten en atletiekfaciliteiten worden verbeterd. De renovaties waren klaar op 30 augustus 2013, er werd die dag een 'openingswedstrijd' gespeeld tussen Stal Mielec en Wigry Suwałki.

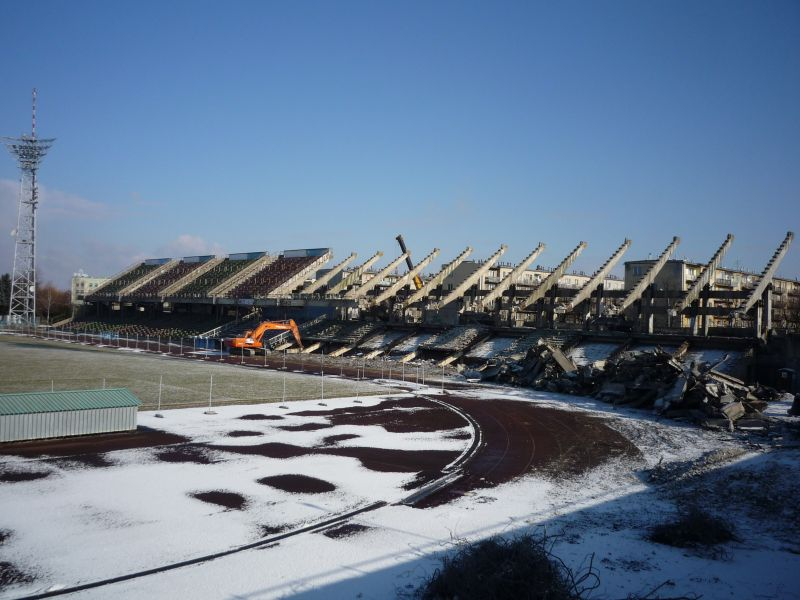
Het stadion gedurende de renovatie.